# Acipenser albertensis
Acipenser albertensis (лат.) — вид вымерших осетров, ископаемые остатки которых обнаружены в кампанском ярусе верхнего мела — нижнем палеоцене (83,5—61,7 млн лет назад) на территории современных США и Канады.

## История изучения
Вид открыт и описан в 1902 году. Существует около 25 образцов его остатков.

## Описание
Был хищником.